# Кольдрерио
Кольдрерио (итал. Coldrerio) — коммуна округа Мендризио кантона Тичино в Швейцарии.

## География
Коммуна Кольдрерио расположена в округе Мендризио между коммунами Мендризио и Балерна. Она включает помимо Кольдерио ещё некоторое количество небольших селений, из которых наиболее важна Вилла. 
По состоянию на 1997 год площадь общины Кольдрерио составляла 2,46 км². 68,3% этой территории использовалось в сельскохозяйственных целях, а её 15% составляли леса.

## История
Кольдрерио впервые упоминается в 852 году как Caledrano. В 1170 году оно было отмечено как Calderario, в 1185 году — как Caldirera и в 1187 году — как Coldrario.
Археологические находки в районе Кольдрерио свидетельствуют о непрерывном заселении этой местности со времён неолита. Исследования близлежащего торфяного болота (итал. Torbiera) в 1870 и 1915—1921 годах выявили следы поселений с домами на сваях. Более поздние находки относятся к римской эпохе и раннему Средневековью. Каледрано был впервые упомянут в качестве деревни в раннем Средневековье, как и большинство окружающих поселений. В последующие века оно несколько раз упоминалось в связи с дарениями религиозным учреждениям в окрестностях города Комо. В дарственных и имущественных документах упоминаются замок, деревенская церковь и несколько фермерских хозяйств. Кольдрерио было частью графства Сеприо и к концу XIII века было отмечено как община.
В 1593 году Кольдрерио отделилось от прихода Балерна, чтобы сформировать свой независимый приход. Нынешняя приходская церковь Святого Георгия была построена в XVI веке и впоследствии несколько раз расширялась. Она находится в центре селения. В 1287 году на холме с видом на деревню была освящена первая в Кольдрерио церковь Святого Георгия. Сегодня на её месте расположена кладбищенская церковь Святого Григория, более известная как Сан-Аполлония.
Плодородная почва местности позволяла населению коммуны деревни расти. В последнее время Кольдрерио вырос за счёт расширения Кьяссо. Около 80% работающего населения общины трудится за пределами Кольдрерио, многие из его жителей являются сотрудниками Швейцарских федеральных железных дорог.